# John Vadakel
John Vadakel CMI (* 8. September 1943 in Beslehem) ist ein indischer Ordensgeistlicher und emeritierter syro-malabarischer Bischof von Bijnor.

## Leben
John Vadakel trat am 16. Mai 1964 den Carmelites of Mary Immaculate, einem katholischen Männerorden, der zur mit Rom unierten Syro-malabarischen Kirche gehört, bei und empfing am 19. Dezember 1975 die Priesterweihe.
Papst Benedikt XVI. ernannte ihn am 14. August 2009 zum Bischof von Bijnor. Die Bischofsweihe spendete ihm der Altbischof von Bijnor, Gratian Mundadan CMI, am 22. Oktober desselben Jahres; Mitkonsekratoren waren Albert D’Souza, Erzbischof von Agra, und George Punnakottil, Bischof von Kothamangalam.
Mit der Ernennung seines Nachfolgers Vincent Nellaiparambil am 30. August 2019 trat er in den altersbedingten Ruhestand.